# 耶胡德行省
耶胡德行省，或简称耶胡德，是波斯帝国阿契美尼德王朝下辖的自治省份，位于犹地亚，主要人口为犹太人。大祭司为当代的宗教和政治领袖。耶胡德行省维持了两个世纪，最终在亚历山大大帝东征时被希腊化帝国所吞并。耶胡德行省于公元前539年波斯征服巴比伦时建立，以取代巴比伦时期的耶胡德行省。此时，居鲁士二世颁布法令，结束巴比伦之囚，允许犹太人回到故乡。在新的行省，犹太人恢复了民族身份并重建耶路撒冷圣殿。在犹太人历史上，波斯人统治时期标志着第二圣殿时期的开始。耶胡德行省可发行自己的货币。该时期在文化上最重要的变化就是帝国亚拉姆语成为当时包括耶胡德在内的全帝国的通用语，该语也在犹太人中流行并在日常生活中取代了希伯来语。